# M. Tóth Géza
M. Tóth Géza (Veszprém, 1970. június 16. – ) Oscar-díj jelölt magyar filmrendező, producer. A KEDD Animációs Stúdió alapítója és vezetője, egyetemi tanár. A Nemzetközi Televíziós Művészeti és Tudományos Akadémia és az Amerikai Filmakadémia tagja.

## Pályafutása

### Alkotóként
Rendezőként több sikeres egyedi rövidfilmet készített (pl. Patkányfogó, Ikarosz, Maestro, Ergo, Mama, Matches). Alkotásai több mint 250 nemzetközi filmfesztiválon szerepeltek sikerrel, és közel 120 díjat nyertek.  Első filmje a Patkányfogó (1992) versenyben volt az Annecy Filmfesztivál Christal-díjáért, az 1996-os Ikaroszt a Berlini Nemzetközi Filmfesztivál Arany Medve-díjra, a 2005-ös Maestro című animációs rövidfilmjét az Amerikai Filmakadémia a Legjobb Animációs Rövidfilm Oscar-díjára jelölte.
Rendezőként és producerként színházi produkciókat (pl. XYZ, A csodálatos mandarin, A kékszakállú herceg vára, Fából faragott királyfi, Máté-passió, Rajna kincse, Walkür, Siegfried), gyermekfilmeket és sorozatokat (pl. Bogyó és Babóca 1-4. évad; Bogyó és Babóca – Tündérkártyák;  Bogyó és Babóca – Játszótársak; Kuflik 1-3. évad; Egy kupac kufli, Mi újság Kuflik?; Dúdoló 1-8. évad; Naszreddin Hodzsa meséi 1-4. évad; MITCH-MATCH 1-4. évad) és ismeretterjesztő filmeket (pl. A magyarországi operajátszás története, Opera130) is jegyez. Több gyermekkönyv is az ő illusztrációival jelent meg (pl. Mire tanít a természet?, Kobak könyvek, Barni Berlinben).

### Tanárként
1994 óta dolgozik a művészeti felsőoktatásban. Művészeti DLA és neveléstudományi PhD fokozattal rendelkezik. Habilitált egyetemi tanár. 1994 és 1998 között a Mozgássérültek Pető András Nevelő és Nevelőképző Intézetében, 1994 és 2010 között a Moholy-Nagy Művészeti Egyetemen (korábban MIE, MIF), 2010 és 2020 között a Színház- és Filmművészeti Egyetemen tanított. 1995 és 2005 között az Animáció szakot, 2010 és 2020 között a Látványtervező MA szakot vezette.  Vendégtanárként több külföldi művészeti egyetemen tanított, többek között a londoni Royal College of Art-ban, a Ludwigsburgi Filmakadémián és az indiai National Institute of Design-ban. 2014 és 2019 között a Színház- és Filmművészeti Egyetem rektora volt. 2018-tól a kolozsvári Babeș–Bolyai Tudományegyetem tanára.

### KEDD Animációs Stúdió
2002-ben megalapította és azóta is vezeti a KEDD Animációs Stúdiót. A Budapesten működő alkotóműhely megalakulása óta elkötelezett, sikeres képviselője a minőségi animációs művészeti produkciók és animációs gyerektartalmak létrehozásának és forgalmazásának. A stúdió 2011 óta minden évben megrendezi az egyik legnagyobb közönséget vonzó hazai filmes eseményt, az Országos Rajzfilmünnepet.

## Filmes, televíziós és színházi munkák, fontosabb bemutatók és díjak
EGYEDI RÖVIDFILMEK
2019    MATCHES –animációs rövidfilm (író, rendező, producer)
●      Moscow Shorts Nemzetközi Rövidfilm Fesztivál, 2019 (Legjobb Animációs Rövidfilm);
●      Best Shorts Filmfesztivál, 2019 (Legkiválóbb Animáció Különdíja);
●      New York City Rövidfilm Fesztivál, 2019 (Legjobb Animáció);
●      ANIMANIMA Nemzetközi Animációs Filmfesztivál, 2019 (Közönségdíj, Legjobb Gyerekfilm Kategória);
●      Londoni Nemzetközi Animációs Filmfesztivál, 2019 (Közönségdíj, Legjobb gyerekfilm Kategória);
●      Hét Domb Filmfesztivál, 2019 (Fődíj);
●      ETIUDA&ANIMA Nemzetközi Filmfesztivál, 2019 (Dicséret);
●      OTTAWA Nemzetközi Animációs Filmfesztivál, 2019 (Dicséret);
●      Fano Nemzetközi Filmfesztivál, 2019 (Legjobb Animációs Film);
●      Foyle Filmfesztivál, 2019 (Light in Motion díj, Legjobb Animációs Rövidfilm Kategória);
●      Athens Animfest Nemzetközi Animációs Filmfesztivál, 2020 (3. helyezés);
●      Alexandre Trauner Art/Film Fesztivál, 2020 (2. helyezés, Képzőművészeti Film Kategória)
2013    YES – rövidfilm (író, rendező)
●      10. Aranyszem Operatőr Fesztivál, Budapest 2013. (Aranyszem díj – Kisjátékfilm kategória)
2012    Mr. Dokker – animációs rövidfilm (producer)
2012    Egyszálgyufa – animációs rövidfilm (író, rendező, producer)
2009    MAMA –animációs rövidfilm (író, rendező, producer)
●      Trieszti Maremetraggio Filmfesztivál, 2010, (CEI Díj);
●      40. Magyar Filmszemle, 2009, (Kisjátékfilm Különdíj, Diákzsűri Különdíj);
●      BUSHO Rövidfilm Fesztivál, 2009, (Különdíj);
●      International FilmFest Braunschweig, 2009, (Legjobb Zene);
●      International Film Festival Etiuda et Anima, 2009, (Legjobb rendező);
●      Anilogue, 2009, (Zsűri Különdíj)
2008    ERGO –animációs rövidfilm (író, rendező, producer)
●      Mogilev Animaevka, 2010, (Legjobb kísérleti film);
●      Asolo Filmfest, 2010, (Legjobb Zene Díja);
●      Anifest Rozafa Filmfesztivál, 2010, (Legjobb Hang Díja);
●      PATRAS Filmfesztivál, 2010, (Legjobb Animáció Díja);
●      Weimar BACKUP Filmfesztivál, 2010, (Különdíj);
●      Ojai- Ventura Film Fesztivál, 2009, (Fődíj);
●      BKKIAF – Bangkoki Animációs FilmFeszt, 2009, (Zsűri Fődíj);
●      Kecskeméti Animációs Fesztivál, KAFF, 2009, (Különdíj);
●      Animation Block Party, 2009, (Fődíj);
●      FCAN – Short Animation Film Festival, 2008, (Fődíj);
●      ANIMANIMA, 2008, (Legjobb Hang Díja);
●      Sarajevo IFF., 2008, (Különdíj);
●      Cannes Filmfesztivál, Semaine de la Critique, 2008, (Versenyben);
●      Berlin, a Collegium Hungaricum megnyitó előadása, 2008;
●      Ottawa nemzetközi Animációs Filmfesztivál, 2009;
●      Anima Mundi, 2009;
●      Varsói Nemzetközi Filmfesztivál, 2009
2005    MAESTRO – animációs rövidfilm (író, rendező, producer)
●      Amerikai Filmakadémia jelölése az Oscar díjra, 2007;
●       Évora FIKE 2007 – Nemzetközi Rövidfilm Fesztivál, 2007, (Közönségdíj);
●      Kawasaki Digitális Rövidfilm Fesztivál, 2007, (Fődíj);
●      Lucania Filmfesztivál, 2007, (Animációs Fődíj);
●      Sardinia Filmfesztivál, 2007, (Legjobb Rövidfilm Díja);
●      NAFF Neum Nemzetközi Filmfesztivál, 2007, (Fődíj);
●      Semana de Cine de Medina del Campo Filmfesztivál, 2007, (Különdíj);
●      Smiths Falls River and Rails International Film Festival, 2006, (Legjobb Rövidfilm Díja);
●      St. Petersburg MULTIVISION Fesztivál, 2006, (Legjobb Rövidfilm Díja);
●      Stuttgarti ULRICH- SCHIEGG Filmfesztivál, 2006, (Különdíj);
●      Trieszti Maremetraggio Filmfesztivál, 2006, (CEI Díj);
●      Volgográdi VIDEOLOGIA Nemzetközi Filmfesztivál, 2006, (Közönségdíj);
●      Weimar BACKUP Filmfesztivál, 2006, (Közönségdíj);
●      Zlín Nemzetközi Gyermekfilm Fesztivál, 2006, (Hermina Tyrlova Díj);
●      Las Palmas CANARIAS MEDIAFEST06, 2006, (Legjobb Animációs Film Díja);
●      Leeds Nemzetközi Filmfesztivál, 2006, (Elismerő oklevél);
●      Gifu HIAFFF Filmfesztivál, 2006, (Megosztott Fődíj);
●      Reggio Filmfesztivál, 2006, (Zsűri Díja),
●      Római CORTOONS Festival, 2006, (Legjobb Rövidfilm Díja);
●      Sancy PLEIN LA BOBINE Filmfesztivál, 2006, (Gyerekzsűri Fődíja);
●      Huesca Nemzetközi Filmfesztivál, 2006, (Különdíj);
●      Budapest BUSHO, 2006, (Animációs Fődíj, Diákzsűri dicsérete);
●      Campobasso THE LAND OF THE LIVING SHORTS, 2006, (Legjobb Rövidfilm Díja, Közönségdíj);
●      Athéni Független Filmalkotók Nemzetközi Panorama Fesztiválja, 2006, (Legjobb Animációs Film Díja);
●      Aubagne Nemzetközi Filmfesztivál, 2005, (Legjobb Animációs Film Díja, Közönségdíj);
●      Les Nuits Magiques Nemzetközi Filmfesztivál, Begles, 2005, (Legjobb Rövidfilm Díja);
●      Belgrádi BALKANIMA Nemzetközi Animációs Filmfesztivál, 2005, (Különdíj);
●      Belo Horizonte ISFF., 2005, (Legjobb Forgatókönyv Díja);
●      Budapest AniFest3, 2005, (Különdíj, Közönségdíj);
●      Budapest MAFSZ, 2005, (Különdíj);
●      Bukaresti DaKINO Nemzetközi Filmfesztivál, 2005, (Különdíj);
●      Changzhou CICDAF Nemzetközi Animációs Filmfesztivál, 2005, (Legjobb Rövidfilm Díja);
●      Cordoba ANIMACOR, 2005, (2.Legjobb Rövidfilm Díja);
●      Espinho CINANIMA Nemzetközi Animációs Filmfesztivál, 2005, (Közönségdíj);
●      Izmiri Nemzetközi Filmfesztivál, 2005, (Arany Macska fődíj);
●      Kecskeméti Animációs Fesztivál, KAFF, 2005, (Különdíj);
●      Miskolci CineFest, 2005, (Legjobb Animációs Film Díja);
●      Montreal GLITCH Filmfesztivál, 2005, (Különdíj);
●      Annecy Animációs Filmfesztivál, 2005, (Versenyben);
●      Nagoyai JDAF Filmfesztivál, 2005, (Nagoyai Kereskedelmi Kamara Különdíja);
●      Naoussai Nemzetközi Filmfesztivál, 2006, (Különdíj);
●      Patras Független Filmesek Nemzetközi Szemléje, 2006, (Animációs Fődíj);
●      Trencsén- Teplicei Art Filmfesztivál, 2005, (Különdíj);
●      Würzburg Internationales Film Wochenende, 2005,(Rövidfilmes különdíj);
●      Pécsi Mozgókép Fesztivál, 2005, (Különdíj)
1996    Ikarosz – animációs rövidfilm (író, rendező, látványtervező)
●      Augsburgi Nemzetközi Független Filmfesztivál, 1997, (Fődíj);
●      Drezdai Animációs és Rövidfilm Fesztivál, 1998, (Különdíj);
●      "KROK- 97" Filmfesztivál, Kiev, 1997, (Különdíj);
●      Magyar Játékszemle, 1997, (Nyitófilm);
●      Berlini Nemzetközi Filmfesztivál, 1997, (Versenyben)
1994    Falrajárók – animációs rövidfilm (író, rendező, látványtervező)
●      Kecskeméti Animációs Fesztivál, 1996
1992    Patkányfogó – animációs rövidfilm (író, rendező, látványtervező)
●     Annecy Animációs Filmfesztivál. 1993. (versenyben);
●     Stuttgarti  Animációs Filmfesztivál. 1994. (versenyben)
EGÉSZ ESTÉS ANIMÁCIÓS FILMEK
2021  A kuflik és az Akármi – animációs film (producer)
2020  Bogyó és Babóca 4. – Tündérkártyák – animációs film (társrendező, producer)
2019  Mi újság, kuflik? – animációs film (társrendező, producer)
2017  Egy kupac kufli – animációs film (rendező, producer)
2014  Bogyó és Babóca 3. – Játszótársak – animációs film (társrendező, producer)
2011  Bogyó és Babóca 2. – 13 Új mese – animációs film (társrendező, producer)
2010  Bogyó és Babóca 1. – 13 Mese – animációs filmsorozat (társrendező, producer)
SOROZATOK
2021    MITCH-MATCH (1-4. évad) – animációs sorozat (író, rendező, producer)
●    Hét Domb Filmfesztivál, 2020 (1. hely, Egyéb film kategória)
2021    Naszreddin Hodzsa meséi (1-4. évad) – animációs filmsorozat (producer)
2021    Kuflik (3. évad) – animációs filmsorozat (producer)
2020    Bogyó és Babóca (4. évad)- animációs filmsorozat (társrendező, producer)
2020   Dúdoló 5-8. évad) – animációs sorozat (producer)
2019   Kuflik (2. évad) – animációs filmsorozat (társrendező, producer)
2019   Detti és Drót (3 epizód) – animációs filmsorozat (producer)
2018   Miezmiaz? (16 epizód) – animációs filmsorozat (társrendező, producer)
2016   Kuflik (1. évad)– animációs filmsorozat (társrendező, producer)
2015   Paprika és Rózsa (120 epizód) – animációs sorozat (producer)
2014   Bogyó és Babóca (3. évad) – animációs filmsorozat (társrendező, producer)
2014  KEDDvencek – bábfilmsorozat: KEDDkoncert (1. évad), KEDDvencek (1. évad), KEDDkreatív  (1-2. évad), KEDDkukta (1-2. évad), KEDDmese(1-2. évad), KEDDbűvész(1-2. évad) – animációs filmsorozat (producer) 
2011    Bogyó és Babóca (2. évad) – animációs filmsorozat (társrendező, producer)
●      11. Kínai Nemzetközi Gyermekfilm Fesztivál, 2011. (Legjobb rövidfilm díja "A Tücsök hegedűje"c. epizódért);
●      11. Kecskeméti Animációs Filmfesztivál, 2013. (Kecskemét kistérségi településeinek díja „A léggömb” c. epizódért)
2010    Bogyó és Babóca (1. évad) – animációs filmsorozat (társrendező és producer)
2009    TESPI Mesék sorozat (1. epizód) (rendező, producer)
●    Kecskeméti Animációs Fesztivál, KAFF. 2009. (Ingerelt gazdaság epizód versenyben)
2008    Modern képmesék (80 epizód) animációs sorozat a Magyar Televízió
számára (sorozatrendező és produkciós vezető)
ÖSSZMŰVÉSZETI/SZÍNHÁZI MUNKÁK
2017.   Siegfried – operaelőadás (rendező, látványtervező)
           bemutató: 2017. március 19., Magyar Állami Operaház
2016. Bartók Maraton – A fából faragott királyfi, A csodálatos mandarin, A kékszakállú herceg vára – összművészeti produkció (rendező, látványtervező) Miskolci Operafesztivál – Pannon Filharmonikusok (Karmester: Okszana Lyniv), Miskolci Nemzeti Színház Kórusa (kórusvezető: Regős Zsolt) közreműködésével. Fellépő művészek: A fából faragott királyfi (Fabáb: Apáti Bence, Tündér: Felméry Lili, Királylány: Kovács Zsófia, Királyfi: Tarczali Áron Sebestyén), A csodálatos mandarin (Mandarin: Harsányi Attila, Gengszter 1.: Szabó Levente, Gengszter 2.: Emődi Attila, Gengszter 3.: Dragos Dániel, Öreg gavallér: Topolánszky Tamás, Fiatal fiú: Tuboly Szilárd, Lány: Kocsis Andrea), A kékszakállú herceg vára (Judit: Komlósi Ildikó, Kékszakállú: Szabó Bálint, Három asszony: Balázsi Vivien (Hajnal), Gyöngy Marilla (Dél), Kis Nóra (Est) A fából fara
2016   Walkür – operaelőadás (rendező, látványtervező)
           bemutató: 2016. március 03., Magyar Állami Operaház                                               
2015 A Rajna kincse – operaelőadás (rendező, látványtervező)
           bemutató: 2015. március 19, Magyar Állami Operaház                                                
2014  Opera130 – A Sugár úti palota – ismeretterjesztő film (író, rendező, producer)
bemutató: 2014. szeptember 27., Magyar Állami Operaház, valamint a Duna Televízió közvetítésében
2014   A láthatatlan erőd  – ismeretterjesztő film (producer)
2014    Szabadság tér ‘89 (103 epizód) – ismeretterjesztő tévésorozat animációs betétei a Magyar Televízió megbízására (sorozatrendező, producer)
2013    7 Jeles Nap (7 epizód) – összművészeti sorozat a Magyar Állami Operaház
megbízására (író, rendező, producer)
2013   A magyar operajátszás története – ismeretterjesztő film (író, rendező, producer)
bemutató: 2013. november 7., Erkel Színház, valamint a Duna Televízió élő          közvetítésében
2013   Máté-Passió – félszcenírozott operaelőadás (rendező, látványtervező)                       
           bemutató: 2013. március 28., Magyar Állami Operaház
           MR Énekkar és az Óbudai Danubia Zenekar közreműködésével (Karmester: Vashegyi György)
2012    Lieb Ferenc, az edelényi festő – történelmi kisjátékfilm az edelényi L'Huillier-Coburg Kastély megbízására (író, rendező, producer) bemutató: 2014. március 27., Edelény, L'Huillier-Coburg Kastély  (Főbb szerepekben: Rost Andrea, Antal Bálint, Chován Gábor, Bartsch Kata)
2006 A Kékszakállú herceg vára – összművészeti produkció (rendező, látványtervező)
●    bemutató: Bartók+, Miskolci Nemzetközi Operafesztivál, Németh Judit, Bretz Gábor és a Danubia Szimfonikus Zenekar közreműködésével (Karmester: Héja Domonkos) 2006.
2006 A Csodálatos Mandarin – összművészeti produkció (rendező, látványtervező)
●     Bartók Béla Kolozsváron – Emléknapok – a Kolozsvári Magyar Opera Ének- és Zenekarával (karmester: Selmeczi György), 2006;
●     Pozsony – előadás a Szlovák Filharmonikusokkal (karmester: Gál Tamás), 2006;
●     Pécsi Filmünnep megnyitó előadása a Pannon Filharmonikusokkal (karmester: Ménesi Gergely), 2006;
●     Akademie der Künste, Berlin, a Németországi Magyar Kulturális Évad (Ungarischer Akzent) megnyitó előadása (zongorán: Hernádi Ákos, Mocsári Károly), 2006;
●     Kaisersaal, München, a Németországi Magyar Kulturális Évad (Ungarischer Akzent) tartományi nyitóelőadása (zongorán: Hernádi Ákos, Mocsári Károly), 2006;
●     Bartók+, Miskolci Nemzetközi Operafesztivál megnyitó előadása a Nemzeti Filharmonikusokkal (karmester: Kocsis Zoltán), 2005;
●     Művészetek Palotája, Budapest, a Nemzeti Filharmonikusokkal (karmester: Kocsis Zoltán), 2005
1998    XYZ – összművészeti produkció (író, társrendező, látványtervező)
●     Bemutató előadás: Trafó Kortárs Művészetek Háza, 1998;
●     KAS Színház, Sopron, 1999;
●     Veszprémi Alternatív Színházi Fesztivál, 1999, (Alkotói Díj);
●     Nemzetközi Mozgásszínház Fesztivál, Prága, 2000;
●     Stuttgarti Magyar Kulturális Napok, 2000

## Cikkek
- http://epa.oszk.hu/00400/00458/00134/mtothg.html
- http://www.prae.hu/index.php?route=article%2Farticle&aid=4291
- https://web.archive.org/web/20160304204541/http://vportre.hu/20143/feladatok-vannak-amelyeket-igyekszem-tisztessegesen-elvegezni
- http://www.filmkultura.hu/regi/2008/articles/profiles/mtothgeza.hu.html
- http://www.origo.hu/filmklub/blog/interju/exkluziv/20100819-m-toth-geza-kis-lehetosegbol-nagy-durranast-interju-a.html
- http://www.kultura.hu/egy-dobozba-nem-lehet
- http://www.origo.hu/filmklub/blog/interju/exkluziv/20070129mtoth.html
- http://magyar.film.hu/filmhu/hir/m-toth-geza-amerikabol-jottem-hir.html
- http://www.momus.hu/article.php?artid=3961
- http://szinhaz.hu/szinhazi-hirek/55148-m-toth-geza-lesz-a-szinhaz-es-filmmuveszeti-egyetem-uj-rektora
- Egy dobozba nem lehet mindent belerakni Kultura.hu: Egy dobozba nem lehet mindent belerakni
- Index: Csalódtam
- M. Tóth Géza az Internet Movie Database oldalon (angolul)
- Rektori pályázata
- Index – Kultúr – M. Tóth Géza a Színművészeti új rektora